# Ripidius ghesquierei
Ripidius ghesquierei is een keversoort uit de familie waaierkevers (Rhipiphoridae). De wetenschappelijke naam van de soort is voor het eerst geldig gepubliceerd in 1947 door Pic.